# Kustaa Vaasan tie
Kustaa Vaasan tie, (en français : Rue Gustav Vasa) est une rue d'Helsinki en Finlande.

## Présentation
La Kustaa Vaasan tie part du croisement de Hämeentie et d'Hermannin rantatie jusqu'à l'échangeur de Koskela au début de la Lahdenväylä, et elle est un tronçon des routes valtatie 4 et valtatie 7.
La Kustaa Vaasan tie sépare le quartier de Kumpula du quartier de Toukola.